# Notocochlis guesti
Notocochlis guesti is een slakkensoort uit de familie van de Naticidae. De wetenschappelijke naam van de soort is voor het eerst geldig gepubliceerd in 1984 door Harasewych & Jensen.